# Campionati francesi di sci alpino 1982
Ai Campionati francesi di sci alpino 1982 furono assegnati i titoli di discesa libera, slalom gigante, slalom speciale e combinata, sia maschili sia femminili.

## Risultati
| Specialità      | Uomini            | Donne                       |
| --------------- | ----------------- | --------------------------- |
| Discesa libera  | Philippe Verneret | Marie-Cécile Gros-Gaudenier |
| Slalom gigante  | Didier Bouvet     | Hélène Barbier              |
| Slalom speciale | Yves Tavernier    | Perrine Pelen               |
| Combinata       | Michel Coranote   | Françoise Bozon             |